# Садовое (Киев)
Садовое — местность Киева, расположенная между Чоколовкой, Турецким городком и аэропортом «Киев» (быв. «Жуляны»), тянется вдоль Медовой улицы.
Возникла скорее всего в 50-е годы XX века под нынешним названием. Застраивалась преимущественно объектами, связанными с авиацией. Была построена также небольшая группа частных усадеб (11 домов), сохранившихся до наших дней. Ещё в 1970-х годах местность официально имела это название, однако начиная с 1980-х годов название было утрачено и сейчас местность существует без официального названия и собственного административного статуса. В 2003 году в этой местности открыт Музей авиации.